# Smohalla
Smohalla (né vers 1815 et mort en 1895) est un chaman et prophète amérindien de la tribu des Wanapums. Dans les années 1850, il prêche pour que ses adeptes abandonnent le mode de vie des blancs et reviennent à des modes de vie plus traditionnels et fait revivre la religion Waashat.